# Famille Kossak
Pour les articles homonymes, voir Kossak.
 (mars 2021).
Si vous disposez d'ouvrages ou d'articles de référence ou si vous connaissez des sites web de qualité traitant du thème abordé ici, merci de compléter l'article en donnant les références utiles à sa vérifiabilité et en les liant à la section « Notes et références ».
Kossak, herb Kos (pl), est une famille de la petite noblesse polonaise de Cracovie, dont quatre générations ont laissé une empreinte indélébile sur la culture et la science polonaises. La dynastie des peintres Kossak a illustré avec son talent l'histoire de la nation polonaise : les insurrections nationales, l'épopée napoléonienne et les batailles de la Première Guerre mondiale. Les femmes et les hommes de lettres ont imprégné leurs œuvres d'un esprit patriotique et de l'amour pour la patrie.

## Membres notables
- Juliusz Kossak (1824-1899), illustrateur, portraitiste, peintre de batailles amoureux des chevaux, l'un des artistes polonais les plus populaires. Son œuvre exalte l'histoire de la Pologne.
- Leon Kossak (pl) (1827-1877), peintre amateur, aquarelliste, participant de la révolution hongroise de 1848, chercheur d'or en Australie, participant de l'insurrection polonaise de 1863 condamné à l'exil en Sibérie.
- Władysław Kossak (pl) (1828-1918), également peintre, il participe avec son frère à la Révolution hongroise de 1848 comme lieutenant de lancier dans la Légion polonaise du général Wysocki. Après la défaite, il est interné avec ses frères d'armes au camp de Weddin avant de rejoindre en 1850 l'Angleterre par Malte. Il rejoint ensuite la colonie britannique de Victoria, en Australie, à la recherche d'or. Il y devient lieutenant dans la police montée. Il participe à la rébellion australienne Eureka en 1854. Il retourne en Pologne pour participer à l'Insurrection polonaise de 1861-1864 après laquelle il retourne en Angleterre puis en Australie.

- Wojciech Kossak (1856-1942), artiste peintre polonais.
- Tadeusz Kossak (en) (1857-1935), militant indépendantiste et patriote polonais, commandant de l'Armée polonaise.
- Zofia Kossak (1861- 1946), peintre, élève de Hipolit Lipiński et d'Adrian Baraniecki. Elle abandonne son art après son mariage avec Kazimierz Romański, en 1882.
- Jerzy Kossak (en) (1886-1955), peintre réaliste.

- Zofia Kossak-Szczucka (1889-1968), peintre, écrivaine, essayiste, militante catholique et résistante, cofondatrice des organisations secrètes de la Résistante polonaise dont Żegota qui a sauvé les Juifs.
- Maria Pawlikowska-Jasnorzewska (1891-1945), poétesse appelée la "Reine du lyrisme poétique" de la Pologne de l'entre-deux-guerres
- Magdalena Samozwaniec, écrivaine, « première dame de la satire polonaise »
- Karol Kossak (pl) (1896-1975), peintre et illustrateur
- Teresa Kossak (1934–2015), illustratrice et animatrice de films
- Gloria Kossak (en) (1941-1991), peintre et poète polonais
- Simona Kossak (1943-2007), professeur agrégée de biologie et animatrice de radio connue pour ses travaux de vulgarisation scientifique et son rôle dans la sauvegarde des écosystèmes naturels en Pologne. Son travail scientifique traite, entre autres, de l'écologie comportementale des mammifères et donne une définition de la «zoopsychologie». Croix du Mérite